# Zidisha
 (avril 2017).
Zidisha est une organisation à but non lucratif de microfinance créée en 2009, mettant directement en relation prêteurs et emprunteurs sans passer par une structure intermédiaire et en proposant un coût total du crédit sensiblement plus bas que la plupart des autres structures de microfinance, (de l'ordre de 5 %). Le nom de l'organisation vient du swahili -zidisha ([zi.ɗi.ʃɑ], grandir, s'étendre). L'organisation est basée à Sterling, en Virginie (États-Unis). 
Zidisha a fait évoluer à plusieurs reprises son modèle pour répondre à des problèmes de fraudes et de défaillances des emprunteurs. Dans la version actuelle, les emprunteurs paient des frais d'inscription (qui sont versés dans un fonds de réserve servant à indemniser les créanciers en cas de défaillance de l'emprunteur), et des frais de service de 5 % pour chaque emprunt. Les créanciers ne touchent pas d'intérêts. Les emprunts et les remboursements sont versés en dollars américains et les emprunteurs assument le risque de change. 
En mars 2018, l'organisation avait prêté au total près de 13,5 millions de dollars et financé près de 120 000 projets. En avril 2017, elle avait prêté 9,5 millions de dollars, dont 4,32 au cours des douze derniers mois, à 90 % pour des projets situés au Kenya (2,21 M$) et au Ghana (1,67 M$).